# Rémois (dialecte)
Pour les articles homonymes, voir Rémois.
Le rémois est un dialecte de la langue champenoise. Aussi appelé « patois marnais », il est parlé dans tout le département de la Marne et doit son nom à la ville de Reims, d'où est originaire ce parler d'oïl.
Le code dialecte du dialecte rémois pour l'Observatoire linguistique est 51-AAA-hgh.

## Histoire

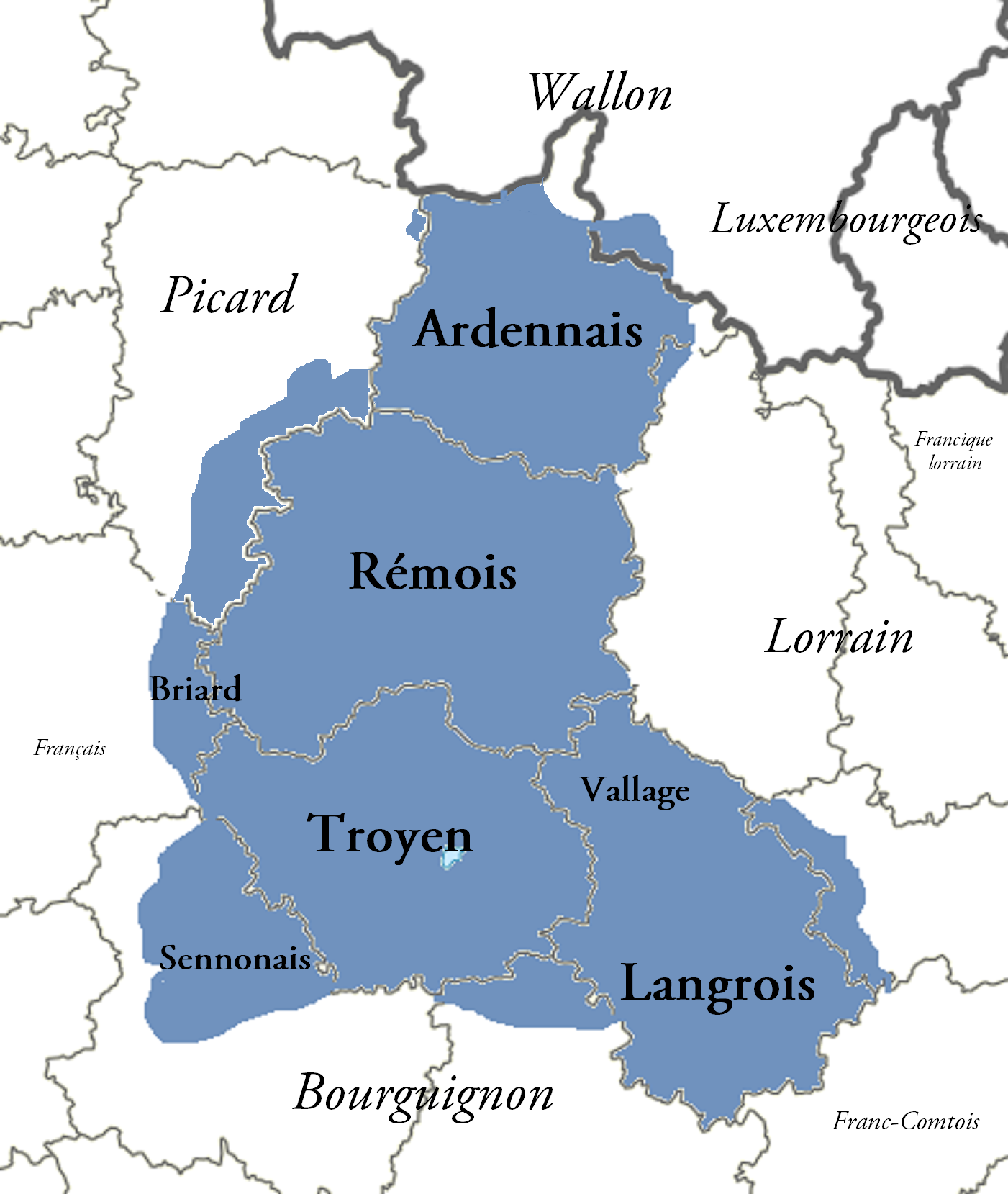
Les dialectes de la langue champenoise. Le rémois occupe la plus grande partie du département de la Marne.

En raison de sa relative proximité avec Paris, la culture régionale demeure, dans la Marne, moins marquée que dans certains autres terroirs français. L'abandon progressif des us et coutumes de cette région est relativement récent.
Comme un peu partout en France, les traditions que l'on dit « régionales » ont commencé à s'estomper au XIXe siècle avec l'instauration de l'école obligatoire instituée par Jules Ferry et notamment avec l'interdiction pour les enfants de parler patois à l'école. On note, à ce moment, le début d'une politique de ségrégation et de stigmatisation des pratiques populaires régionales, et par voie de conséquence le début d'un décrochage vis-à-vis de certains habiti locaux. Le service militaire obligatoire et le chemin de fer en favorisant les échanges ont également joué leur rôle sous ce rapport. Mais jusqu'alors, aucun autre événement n'eut d'influence majeure sur le comportement des habitants des campagnes de Champagne comme d'ailleurs. Contrairement à une idée répandue, la Révolution française n'a certainement pas provoqué de bouleversement dans la vie quotidienne des habitants des villages et évidemment pas dans leur façon de parler. Le sentiment d'appartenance nationale n'a, par ailleurs, pas surgi ex nihilo sitôt la Révolution française achevée. L'effort d'uniformisation que voulait Mirabeau pour la France, cet « agrégat inconstitué de peuples désunis », n'a pu se faire que dans la longue durée. Eugen Weber, dans La Fin des Terroirs, explique l'abandon progressif des particularismes locaux et développe un certain nombre de facteurs explicatifs à cet endroit. 
Entre Brie champenoise et Champagne pouilleuse, les Champenois ont conservé davantage l'idiome que l'on appelle « patois marnais ». L'article dresse ci-dessous un relevé non exhaustif de plus de 300 entrées tirées du vocabulaire quotidien propre aux parlers de Champagne, plus particulièrement de la Marne.
Les termes qui suivent peuvent n’être chacun propres qu’à un canton spécifique du département, voire ne s’étendre seulement qu’à quelques villages.
Précisons enfin une certaine liberté prise quant à la définition géographique de la portée de ce lexique ; le vocabulaire usité n'aspire guère à s'engoncer aux actuelles frontières administratives de la Marne, et certains mots se retrouveront donc en lisière et outre Champagne (Brie, Ardennes…).
Nombre de ces termes sont méconnus de beaucoup qui, souvent oublient voire ignorent l’existence de parlers régionaux en Champagne. Beaucoup de termes employés dans les campagnes peuvent passer pour du patois pour le simple fait de n’être pas dans le dictionnaire, et sont en réalité issus de l’argot ou, plus simplement du langage familier, n’étant donc pas typiquement marnais.

## Prononciation
L’accent marnais se caractérise par un "manque évident d’articulation". Il importe nonobstant de nuancer notre propos.
L'accent ne semble nettement marqué aujourd'hui que dans certains pays de la Marne.
Comme pour le patois briard on note, pour le patois marnais que :
Nombre de voyelles « a » ou « o » se trouvent être fermées.
Les sons « en » et « on » se retrouvent souvent prononcés de façon identiques ou parfois intervertis. 
Notons que certains mots commençant par « re- » tournent au « ra- » (voir lexique ci-dessous).
Le, elle, de, etc. deviennent respectivement eul’, al’, eud’… 
Il n’est pas rare d’entendre certaines consonnes sauter. Il arrive parfois qu’un « e » tourne au « é », comme dans « bénet ». 
En outre, la conjugaison et la grammaire font quelquefois peu cas du dictionnaire académique. Mais cette suggestion vaut aussi pour une grande part des parlers locaux.

## Lexique

### A
A pron. pers. Elle, en contraction orale. A r’ien’ra pô a‘an d’main = elle ne reviendra pas avant demain.
À prep. Utilisé dans le sens de "de" (ex. : le gars à Pierre-Paul-Jacques : le fils de…).
Abler v.tr. (de blet) Commencer à mûrir, en parlant du raisin.
À bouilles, à bouteilles (pleuvoir) loc. Pleuvoir à si grosses gouttes, qu'il se forme des bulles tenaces sur la surface mouillée.
À cabidot loc. À califourchon sur le dos à quelqu’un.
Accin n.m. Jardin, cours.
Accouples n.f. pl. Omoplates.
Accouver (s’) v.pron. Se mettre à couvillon, s’accroupir.
À Couvillon loc. Accroupi.
Accrampi v.tr Pris de crampes, engourdi.
À l'acot, ou à l'acoué (de coi) loc. À l'abri.
À croupeton loc. Accroupi, à couvillon.
Adret n.m. et adj. Adroit.
À fait loc. Tout à fait, parfaitement. La porte est pas fermée à fait.
Afûtiaux n.m.pl. Vêtements
Affaire n.m. Chose, truc. Quoi qu’c’est que c’t’affaire qui traîne là ?
Agobilles  n.f. pl.
1. Ensemble d’objets hétéroclites, bazar
2. vieux vêtements.

Ahoter (s') v. pron. S'embourber. Voir aussi Enhoter.
Aicheter (s') v.intr. S'asseoir.
Aifutier n.m. Braconnier.
Airer v.tr. Aérer.
Aller à chien loc. Se replier à contresens, en parlant d'un objet articulé. Ton couteau, i va à chien.
Aller voir loc. Prendre congé de qqn. Bon, ben, j’vas ‘ller voir.
Altopié n.m. Personne gauche.
Ann' n'a loc. Elle en a. Ann'n'a m'né queq'z'uns, pou' n'z'aider.
An'nuy (peu usité) Aujourd'hui. Voir : Astheur.
Août n.m. Prononcé le plus souvent "a-out" ou bien encore "a-oû" (comme prononcé dans mont Août, mont au sud des marais de Saint-Gond, surplombant, entre autres, les communes de Broussy-le-Grand et Broussy-le-Petit, peu ou prou entre Connantre et le fameux Mont-Aimé, et Bergères-lès-Vertus).
Arbalète n.f.
1. Arc jouet fabriqué dans une tige d'avelinier (noisetier à fruits rouges) et bandé d'une ficelle de lieuse. Les flèches sont en noisetier commun, qui fait des pousses plus droites, mais moins solides que l'avelinier.
2. Pique, bâton.

Arcandier,  ou Aricandier, voire Argotier ou Arlan ou Achier n.m. Feignant, bon à rien.
Aronde, ou Alondre n.f. Hirondelle.
À st’heure loc. À cette heure, maintenant, à présent, aujourd’hui. C’est également utilisé dans d’autres campagnes francophones (Haute-Bretagne, Québec…) puisque venant de l’ancien français.
Attelée n.f. Demi-journée de travail.
Atteler v.tr. Commencer le travail. On attelle à 7 heures. Antonyme : dételer.
Aujord'hui Aujourd'hui, prononcé avec un "o" très ouvert.
Avec adv. Aussi. Dans la locution : je viens avec : je viens aussi.
Avoir v.tr. Notons que ce verbe est souvent employé à la place du verbe être. ex. : Il a v’nu hier. Souvent, la conjugaison de la troisième personne se substitue à celle de la première. ex. : J’a pôs 'ris l’car, c’mâââtin. Mais cette suggestion vaut pour tous les autres verbes… 
Avoiner v.tr. Nourrir les bêtes. Voir : rafourner.
Avoindre v.tr. Attraper, atteindre un objet.
Avoir les bloquets loc. Être courbatu aux jambes.

### B
Babane n.m, Plouc (à la campagne), cas social (en ville). 
Babène n.f. Lèvre ;
Babèner, babener, babouiner  (de babène) v.intr. Parler, cancaner.
Bacailler v.intr
1. Parler, cancaner.
2. Gueuler de tout part.

Bâche n.f Serpillière.
Bâcher v.tr. Passer la bâche.
Bâcher (se) v.pron. Se baisser, courber le dos.
Bâcouler (se) v. Se faufiler. La fouine s'est bâcoulée par la boyotte et m'a saigné l' cô (la fouine s'est faufilée par la trappe du poulailler et a saigné le coq).
Bâculot, ou Bâculat n.m. Personner ronde avec de petites jambes. Voir : Culbutot.
Bacuter v.intr.  Lambiner dans son ouvrage ou se complaire à des futilités.
Bâiller v.intr. Gueuler.
Barayer v.tr. Passer et repasser inutilement plusieurs fois au même endroit.
Barbiche n.f. Tache de nourriture restant sur le pourtout de la bouche après avoir mangé comme un sagouin (s'applique surtout aux enfants).
Barou n.m., ou Barouette n.f. Brouette. Voir : Barot.
Bârot n.m. Tombereau (débâroter : décharger en vrac).
Barrer la porte loc. Fermer la porte à clef, cleyer. On trouve des condamnations de portes formées d'une barre pivotant entre deux taquets, un sur chaque vantail.
Bassière n.f. ou Bassier n.m. (de bas, contrebas) Parcelle de terrain boisée, généralement en contrebas, le long d'une rivière.
Bayéer v.tr. Balayer.
Becquer v.tr.
1. Donner des coups de bec.
2. Embrasser.

Bécher
1. v. tr. Ébrécher
2. v.intr. dans l'expression le poulet est en train de bécher : le poussin ébrèche sa coquille pour naître.

Bédaine n.f. Bedaine, ventre rond. Le e se prononce é.
Bénet n.m. Benet. Le e se prononce é.
Béquiller v.intr. Manger sans appétit ou faire son chaffrogneux (voir ce mot).
Berdâcler v.tr. Trifouiller (ex. : Veux-tu bin 'rrêter d’berdââcler après c’t’affaire là ?).
Berdâclot n.m. Poussah, culbutot.
Berlauder v.intr. Ne pas mener à terme un travail, travailler mal. Subst. : un berlaudeux.
Berlafe n.f. Balafre.
Bertauche n.f. Charrue à semoir (châ'u â s'moèr).
Bertelles, ou bèrtelles n.f. pl. Bretelles.
Bétin n.m. et adj. Bête (au sens propre comme au sens figuré).
Beugneux adj. Amorphe sous l'effet d'une maladie. L'a la fièvre, l'est tout beun'yux.
Beurler v.intr. Gueuler, beugler, brailler.
Beuyer v.tr. Guégner par la fenêtre.
Beuyotte, ou Boyotte n.f. Petite trappe pour laisser passer les poules en bas de la porte du poulailler.
Biquat n.m. Chevreau.
Bian adj. Blanc.
Biau adj. et n.m. Beau.
Bidru adj. Rassasié, repu. Ch’us bidru : j’ai pu’ faim.
Bin interj. et adv. Bien.
Bilbatiaud n.m. Un grand bilbatiaud : une personne de grande taille, dégingandée.
Bilot n.m. Jars. 
Bilotte, Bile n.f. Oie.
Bitard (au féminin bitarde) n.
1. Habitant(e)s de Orvilliers-Saint-Julien (Aube, 10).
2. Habitant(e)s à Prémierfait (Aube, 10).

Bitarde n.f. Animal fabuleux à la chasse duquel on envoye les personnes crédules (équivalent Marnais du dahut).
Blauche n.f. Motte de terre.
Blaude (en Parler Bourguignon : biaude) n.f. Blouse.
Blinder v.tr. Abîmer, gâter. Voir : Dessocler ou Broyer.
Bloblotter v.intr. Trembloter, avoir la bloblotte.
Bô! loc. Cri de surprise, d'admiration, etc.
Bobéchon (se monter le) (de bobèche, bourrichon) loc. Se monter le cou, s'automystifier.
Bœu (prononciation de bœuf) n.m. Brute dans ses mouvements. Poussez pas comme des bœus !
Bôgne, Bôgnotte n.f. Petite cavité aménagée dans un mur.
Bon-Dieu n.m. Petite raclette, spatule métallique à manche de bois.
Bonne heure (à) loc. De bonne heure, tôt.
Botteler v.intr. Faire des bottes, en parlant de la neige (voir ci-dessous) : Ça bottelle.
Bottes n.f. pl. Couches de neige collées en hiver après les semelles des chaussures.
Boudine n.f. nombril.
Bouffe-la-balle n.m. Gros bonhomme.
Bouille n.f. Ampoule (sur la peau). Voir loc. Pleuvoir à bouilles.
Bouirotte n.f. Burette à huile.
Boujon n.m. 
1. Barreau de chaise : Berce pas nos chaises, t'vas broyer un boujon.(Ne te balance pas sur ta chaise, tu risques de casser un barreau). Voir : Buson.
2. Enfant remuant.

Bourlander (se) v.pron. S’empiffrer comme un goulafe. Se bourlander de gâteaux.
Bourouette, ou barouette n.f. Brouette.
Bourouetter, ou barouetter v.tr.
1. Transporter dans une bourouette.
2. Fig : charrier quelqu'un, lui raconter des histoires fausses.

Branque, ou Branquignolle n.m. Fou, débile, pinpin.
Brayette, Brayotte n.f. Braguette.
Brindelles ou brimbelles n.f.pl. Morceaux (usité surtout dans l'expression En brindelles).
Bringueballer v.tr. Trimballer, charrier, porter qqch. voir Trinqueballer.
Brisaque n. Qui broye tout (surtout utilisé pour les enfants).
Broquigner v.tr. Grignoter.
Brouin n.m. Crécelle rotative. Entre Vendredi-Saint et Pâques, quand les cloches étaient parties à Rome, les enfants faisaient résonner les brouins dans les villages pour annoncer midi et l'angélus du soir.
Brousine n.f. Pluie fine, bruiner. 
Brousiner v.intr. Bruiner.
Broyer v.tr. Employé au sens large de casser, briser (et pas seulement réduire en poudre comme dit dans le dico).
N.-B. : se conjugue selon le principe champenois : je brôye, tu brôyes, etc. comme tous les verbes en –yer (comme : essuyer, nettoyer, envoyer, etc. donnent : j’essuye, je nettoye, j’envoye, que je voye, qu’ils soyent…).
Buquer v.intr. Butter, cogner, taper du pied dans qqch. Voir : s’empierger.
Buson n.m. Barreau de chaise, d’échelle. S'applique également à une personne idiote, bornée. Voir : Boujon.

### C
Cabane à poux gr. nominal. Édicule où logeaient les chemineaux qui passaient dans la commune.
Cadet (mon) Loc. Surnom d'affection ou de reproche donné à un enfant.
Cafourniaud n.m. Petite pièce noire, cagibi, débarras.
Ça dégaille loc. Il se forme de la boue collante à cause du dégel.
Ça glageotte loc. Les roues des véhicules, ou les bottes des passants, font un bruit particulier d'éclaboussure sur la route détrempée ou inondée.
Ça sonne aux morts à Beaumont loc. Mon verre de champagne est vide.
Cafut n.m. Objet en mauvais état, bon à jeter.
Cagneux n.m. Boiteux. Avoir les genoux cagneux : avoir les pieds non parallèles.
Caillot n.m. Noix.
Calbot n.m. 
1. Petit débarras sombre.
2. Mauvais logement

Callouche n. Personne qui louche.
Camoussir v.intr. Moisir.
Campé adj. Debout, dressé (personne ou objet). Être campé comme deux ronds de flan au mitan d’la cour.
Canadien  n.m. Herse, brise-mottes (en agriculture).
Caquiller v.intr. Caqueter.
Carcan n.m. Personne facétieuse.
Catherinette n.f. Coccinelle.(Comptine, avec une coccinelle sur la main : Catherinette, belle volette, f’ra-ti biau dimanche ?. Si elle s'envole, il fera beau).
Catin n.f. Poupard pour les enfants jouer, poupée de chiffon.
Chaffrogneux n.m. et adj. Difficile sur la nourriture, qui fait du chichi.
Chagriner (se) v.pron. Se couvrir (en parlant du ciel) avant la pluie. On va rentrer, v’la not’ temps qui ch’chagrine.
Champaignat, Champaignate n. Champenois, Champenoise.
Chanlatte n.f. Gouttière.
Chansonner v. tr. Chantonner.
Chanteau n.m. Grosse tranche (de pain, par ex.).
Chanter le coq (loc.) Se dit de la vaisselle qui se brise en fracas. ‘Tention, ç'va chanter l’coq !
Charbonnée n.f. Morceau du cochon fraîchement tué qu'on distribue aux voisins et amis. I’a deux moyens de conserver le cochon : le saloir et la charbonnée aux voisins.
Charculot n.m Dernier né d'une portée, d’une famille (le benjamin). Voir : royinot.
Charpille n.f. Charpie, vieux tissu.
Châtre-bique n.m. Mauvais couteau.
Chaurée n.f. Bouffée de chaleur.
Chaussonner v.intr. Traîner des pieds, pattasser.
Cheu-nous, cheu-vous loc. Peut signifier chez moi, ou chez toi, même si la personne vit seule.
Chiberli n.m. Danse traditionnelle. Voir :  Soyotte
Chicaner v.tr. Réprimander.
Chiennerie, être chien n.f. Avarice, être avare.
Chon n.m. Lard de porc grillé, gratton (voir ce mot). Tarte au chon.
Chougner v.intr. (pej.) Pleurer, couiner, se lamenter (mais je crois que ce mot se retrouve aussi dans d’autres campagnes françaises).
Ch'veau n.m. Peut être employé comme singulier de cheval. À ch'veau.
Clayon n.m. Portillon.
Clayotte n.f. Grand plateau ovale à claire-voie servant au séchage des fromages.
Cleyer v.tr. Fermer à clef. (ant. : décléyer). Voir aussi : Barrer la porte.
Clicher v.tr. Remuer la clenche d'une porte pour s'assurer qu'al est bin cleyée.
Cliffer ou Clichter v.tr. Éclabousser.
Cliver v. intr. S'infiltrer par une fente, en parlant de l'eau ou du vent.
C’minder v.tr. Commander.
Cochelet n.m. Repas et fête de fin des moissons ou des vendanges.
Codinde n.m. (de coq-d'Inde) : sorte de dindon. Par dérision, personne maigre à long cou.
Coffin n.m. Réservoir d'eau porté à la ceinture, où trempe la pierre à faux (celle qui sert à raguser).
Coi (au) loc. À l’abri. Voir : égot.
Collée n.f. voir Sacquée.
Commence par finir! loc. Arrête ! ça suffit !
Conconner v.tr. Se complaire à des futilités. Conconner tro’ fo’ r’in.
Coquassier n.m. Coquetier (marchand d'œufs, beurre, fromage, volailles).
Coucher v. Se coucher (S’employe chez nous sans le pronom réfléchi). J’vas coucher.
Coudre, Coudrier n.m. Noisetier. Ce terme a donné son nom à la commune de Corroy (51230).
Coup de cul subst. m. Montée courte mais raide. Voir : Grimpette.
Coupiotter, ou Découpiotter v.tr. Faire des coupiottis.
Coupiottis, ou Découpiottis n.m.pl. Petits morceaux de papier résultant d’un découpage.
Couvet n.m. Chaufferette.
Couvillon (à) loc. Accroupi. Se mettre à couvillon ou à couv’, quelquefois réduit au verbe s’accouver.
Couvrante, ou Couverte n.f. Couverture.
Coyé n.m. Collier.
Craille n.f Fissure, petite ouverture
Crâler v.intr. Tousser gras.
Crâlon n.m. Crachat, mucosité, glaire, blanc d’œuf (même si parfois ça tire un peu p’us  su’l vert ou su’l jaune : pour les coloriages, on appelle ça des crâlons de couleur), mollard, glaviot, expectoration de lipo-viscosité bronchique, graillon, désentartrage liquoreux, huile ed’ guernouille, écume ed’ craspouille, graisse ed’ baveux, lubrifiant à gosier, etc. 
Crapaud n.m. Gourde en terre cuite, cerclée d'une cordelette. Pendue à l'ombre, l'eau qui en suintait s'évaporait, la gardant très fraîche.
Crayon n.m. Craie délitée. Au pluriel, zone des mauvais champs.
Crève-œil n.m. Oiseau imaginaire, qu'on envoie dénicher aux naïfs, les yeux bandés. En fait, on a mis de la merde dans un nid abandonné. Au sujet des attrape-couillons du pays, voir : Bitarde.
Crier (se faire) loc. Se faire rouspéter.
Crouni (être) loc. Être fourbu.
Croupeton (à) loc. Accroupi, à couvillon.
Croutes de bien-dormi loc. Croutes apparaissant parfois au réveil aux commissures des yeux, dues au durcicement du mucus produit par la conjontive, populairement associées à une bonne nuit de sommeil.
Crusson n.m. Le reste du pain bénit (grosse brioche) non distribué aux fidèles, qu'on donne à la voisine après la messe. Celle-ci devra le dimanche suivant, payer le pain à bénir au boulanger qui le déposera à l'église. Et ainsi de suite.
C’te adj. Ce, cet, cette.
Cuider v.intr. Avoir une vendange plus importante que prévu.
Cul de chien subst.m. Fruit du néflier.
Cule n.f. Souche d'arbre
Culottes n.f. pl. Pantalon.
Cultourniaud, Culbersot n.m. Culbute, roulade, chute à la renverse.

### D
Daguer v.intr. Pour un chien, haleter
Dame n.f. Haute plante herbacée qui parasite souvent les champs de betteraves ou de patates en montant à graine. Il s'agit du chénopode blanc (Chenopodium album).
Darne adj. Voir Derne
Déchaux (pieds) loc. Pieds nus, nus-pieds nues-pattes.
Déclichoir n.m. Jouet qu'on fabrique dans une jeune tige de tilleul au printemps. On en coupe 20 cm de long pour un diamètre de 1 cm environ. En tapant longtemps tout autour avec le manche du châtre-bique, l'écorce se sépare du cœur, dont on recoupe un cylindre de 1 cm de long, qu'on perce selon son axe. Avec la colle de glu confectionnée l'hiver précédent à base de gui, on le fixe à une extrémité du tube d'écorce. L'autre morceau du cœur sert de piston à ce puissant pistolet à eau. (la même technique d'écorçage du tilleul permet de fabriquer des sifflets à tonalité variable).

 voir Eclichtis.
Décuider v.intr. Avoir une vendange plus faible que prévu.
Dédaine n.f. Eau de vie d'aines (marcs de raisin).
Déhoter v.tr. Désembourber. Spécial : se lever, sortir du lit.
Déjeuner n.m. Repas du matin. Cette particularité linguistique subsiste encore dans quelques campagnes des régions francophones (Bretagne, Belgique, Québec…) mais tend de plus en plus à s’effacer avec l’influence du francien.
En fait, l'habitude que connaissent aujourd'hui la plupart des Français de prendre leur « petit-déjeuner » le matin, leur « déjeuner » le midi puis leur « dîner » le soir relève d'un phénomène d'imitation des couches dominantes. Dans les campagnes de la Marne, on disait jadis que l'on avait déjeuné le matin, dîné le midi, marandé à quatre heures puis enfin soupé eul’ soir v’nu.
Déjeuner v.tr. Prendre le repas du matin.
Déjuquer v.tr. Déjucher, faire descendre qqch. Voir : juquer.
Dégailler v.intr. Se dit de la neige qui fond en se mêlant à de la boue. expr:  ça dégaille.
Dégoiseux n.m. Menteux, babenneux.
Dégrimoner v.tr. Déchiqueter. Le chat a tout dégrimoné la chaise en paille.
Dégingandé adj. Prononcé déguingandé.
De rang ou d’à rang (loc) D’affilée.
Derne adj. Pris de vertiges (à cause de l’alcool ou de la chaleur, par ex.). Voir : éderner.
Dessocler v.tr. Casser, déglinguer, broyer.
Dételer v.tr. Quitter le travail. On détele à midi. Voir : atteler.
Dévers n.m. Talus.
Dîner n.m. Repas du midi (le déjeuner en français).
Dîner v.intr. Prendre le repas du midi.
Dinguer v.intr. Faire le dingue, courir partout n’importe comment.
Diries n.f. pl. Ragots, racontars, contes des commères.
Dosseyer v.intr. En agriculture, soulever la herse à intervalles réguliers pour faire un tas des mottes et cailloux ramassés.
Doillotte n.f. Le petit orteil. (prononcez : doigt iotte  ou "do-yotte")
Drap, ou Drapeau, Drapiau n.m. Couche (pour bébés). Iron. : grand mouchoir.

### E
Éborgner, ou Borgner v.tr. Abîmer, cogner.
Éboulancée (tout d'une) n.f.  tr. En grande vitesse. Arriver tout d'une éboulancée.
Eclichtis n.m. Éclaboussure.
Ed’ art. De, prononcé eud.
Éderner v.tr. Rendre derne (voir ce mot).
Envirement adv. Normalement.
Égot (à l’) loc. À l’abri, au coi.
Égotter (s’) v. pron. Se mettre à l’abri.
Ej’ (prononcé euj)  pron. pers. Je. El’ gars y m’dit : « Ej’m’en vas au jardin ».
El’  (prononcé eul)  art. Le.
Empierger (s’) v.pron. Trébucher dans qqch.
Embistrouille n. f. Chose qui gêne, pose un problème. Ce problème lui-même.
Embistrouiller v. tr. Embêter, embarrasser, gêner.
Empièrger (s') v. Se prendre les pieds dans quelque chose.
En touillon loc. se dit d'un tissu, d'un vêtement mal rangé, mis en boule.
En d’dans loc. À l’intérieur.
Engauyer v. intr. Risquer d'étouffer à cause d'une trop grosse bouchée de nourriture sèche ou pâteuse. Voir : s'entrucher.
Engueuler v.tr. Avaler.
Enhoter v.tr. Embourber (Ant. : déhoter).
Ennuyant adj. Ennuyeux (situation, personne, etc.).
Entrucher (s’) v. pron. S’étouffer en avalant qqch de travers.
Ésherber v. tr. Désherber.
Essuye n. f. Chiffon quelconque utilisé pour essuyer.
Envoyer dinguer expr. Jeter violemment quelque chose.
Eurvelle n.f. Espace laissé entre le lit de coin et le mur (déformation de ruelle du lit ? )

### F
Faire une poule loc. Jouer au billard en utilisant 2 boules et 5 quilles, celle du centre recevant les mises des joueurs.
Faiseux d'menteries n.m. Menteur.
Fau n.m. Hêtre. ex. : Les faux de Verzy.
Ce terme a également donné son nom à la commune de Faux-Fresnay, non loin de Fère-Champenoise.
Fergon n.m. Tisonnier, fourgon pour le four à bois.
Fergonner v.intr. Raviver le feu à l’aide d’un fergon.
Ferloques n. pl. Guénilles.
Filocher v.intr. 
1. Courir vite
2. En parlant d’un tissu ou d’un habit, faire des filoches (c'est-à-dire des bouts de fils qui se sauvent).

Fouire n.f. Diarrhée, chiasse. Avoir la fouire (beurk !).
Fourchetée n.f. Quantité prise d’une fourche. Eun’ fourch’tée d’foin.
Fraîchis n.m. Lieu où règne constamment la fraîcheur (rivière, sous bois, etc.).
Frais adj. Humide.
Freyon n.m. Irritation entre les cuisses à la suite d'une marche, d'une randonnée, etc.
Froyon n.m. Irritation de l'anus et du périnée causée par frottement, marche, saleté, travail à la chaleur, utilisé, entre autres, par les verriers de Reims. J'ai l' froyon.
Fu n.m. Feu. Tends deux s’condes, j’a queq’chos' sul fu’.

### G
Gadouille n.f. Boue.
Gaille n.f. Truie. Piau de gaille : cornemuse.
Gailleux adj. Boueux.
Gaigner voir : Guégner.
Galer v.intr. Gratter le sol, en parlant d’une poule.
Galipes n.f. pl. Vignes, terrain pierreux où elles croissent.
Notons que ce terme est usité dans Le Tombeau des Cathares, bande dessinée de Philippe Chanoinat illustrée par Frédéric Marniquet (2007, Éditions Albin Michel), ayant pour cadre le Mont Aimé - au-dessus de Bergères-lès-Vertus - sur lequel furent, au XIIIe siècle, brûlés vifs par l'Inquisition, 183 Cathares. Somme toute, les ruines du château de la Reine Blanche sur le Mont, auraient été, selon l'ouvrage, le berceau de cette secte hétérodoxe, ensuite étendue et réputée dans la France méridionale.
Galoupiot n.m. Sobriquet d’affection ou de reproche donné à un gamin. N.B. : on trouve également saloupiot.
Galvauder v.intr. Traînasser. Mais n’a pas forcément le sens péjoratif du français.
Garguette n.f. Chaussure. Voir : targette.
Gars n.m. Fils. Le gars à Pierre-Paul-Jacques.
Gauchenot n.m. Personne gauche ; gamin.
Gauiller v.intr. patasser (voir ce mot) dans la boue, dans l’eau ; Touiller, mélanger d’une façon craspouille.
Gauillot n.m. Sorte de lutin du pays Verzyat qui, lors des nuits où une brumaille fumeuse couvre de son voile les galipes des coteaux enténébrées de la Montagne de Reims, ont la fâcheuse manie de détordre les faux de Verzy aux sombres trilles ésotériques de leur flûtiau. Incarnations régionales du Malin, les Gauillots s'attaquent aux femmes dont les formes dévoilées excitent leur appétit lascif, et laissent souvent dans la chair blonde de leurs victimes leurs particulières morsures triangulaires. Les gauillots affectionnent tout particulièrement gauiller dans la bouillasse (d'où leur nom), et le seul moyen de se prémunir contre leurs attaques reste encore le bâton ; scander la formule « arrière gauillot » peut également s'avérer d'une relative utilité. De manière générale, éviter de tenter le Malin en dévoilant ses rotondités charnelles, et de rôder nuitamment autour des faux. Aujourd'hui encore, bien que de plus en plus dénigrée, l'existence des Gauillots hante l'esprit des gens du pays, à la manière des Korrigans de Bretagne.
Gâtouiller v.intr. S’emmêler les pinceaux, s’emberlificoter lorsque l’on cause ou dire des inepties comme un gâteux.
Gayotte n.f. Charrette à deux roues.
Gazette n.f. Personne toujours au courant de tout.
Gelauder v. intr.  Geler légèrement (prononcer J'lauder). "Y f'sait frais c'matin : ça a g'laudé". Aussi utilisé au Canada dans les parlers acadiens ainsi qu'à Saint-Pierre et Miquelon (Source: Dictionnaire du régionalisme du Français de Terre-Neuve - Patrice Brasseur).
Gendresse n.f  Belle-fille.
Galvaudeux n.m. Qui galvaude, traîneux d’rues.
Glageotter v.intr Se dit du bruit et des éclaboussures que font les chaussures, les roues de véhicule dans les flaques d'eau. Voir: cliffer.
Gloye ou Glouille n.f. 
1. Flaque d’eau.
2. Mare.

Glinguer v.tr. Émettre un bruit de ferraille. Les tôles glinguent au vent.
Glousse n.f. (du verbe glousser)
1. Poule.
2. Par extension : quelqu’un qui glousse tout le temps. Vas-tu t’taire, la glousse ?

Goblariot, ou Goblairiot n.m. touillis sale, gabegie.
Goblayer
1. v.intr. Boire beaucoup.
2. V.tr. faire un goblariot.

Godine n.f. Génisse.
Gougnafier n.m. Personne sale, mal tenue qui travaille comme un sagouin.
Gougouttes n.f. Seins
Goulafe n.m. Goinfre.
Gouline n.f. Filet d'eau.
Gouliner v.intr. Dégouliner.
Gomichon n.m. Pâtisserie faite d'une pomme entière enveloppée de pâte brisée, que l'on cuit au four
Gouri n.m.
1. Cochon d'Inde.
2. Par dérision: gamin.

Gourgançon (être) loc. verb. Être assis trop bas. T'es comme à Gourgançon, t'as la table au menton.
Goutte n.f. Eau de vie.
Goyer v.intr. voir gauiller.
Gôyotte n.f. Bourse, Porte-monnaie.
Grattons n.m. pl. Gras de porc, chon (voir ce mot).
Graveluche n.f. Terre granuleuse très calcaire typique de la Marne.
Grenaille n.f. Restes, rogâtons.
Gribouri adj. Chétif, faible.
Grigne n.f. Scarification sur la croûte du pain.
Grigner v.intr. Grincer des dents. Montrer ses crocs comme un chien.
Gringuenaudes n.f. Plaques de terre ou de bouse séchée collées sur les flancs des vaches. Voir : maquelottes.
Gripette n.f. Petite pente raide.
Guénille n.f. Guenille. Le e se prononce é.
Guégnasse n.f. Qui guègne.
Guégner v.tr. Guigner.
Guégneux n.m. Qui guègne.
Guerlette n.f. Brebis qui n'a pas encore mis bas.
Guerluche n.f. Greluche.
Guernouille n.f. Grenouille.
gueuler   v.intr.crier
Guilbauder v.intr. Traîner, errer. Voir : galvauder.
Guinander v.intr. Flâner au lieu de travailler, bacuter.
Guinde n.f. (péj.) Vieille auto.

### H
Hacot n.m. Reste de branche sur un tronc, reste de souche d'arbuste dans le sol, dans lequel on s'empièrge.
Hante n.f. Manche de faux.
Hart n.f. Baguette de noisetier.
Hayon n.m. Hangar.
Hocher v.tr. Secouer.
Hocler ou Hocloter v.tr. Secouer, remuer. Hocloter après queq’chose.
Holée n.f. Mesure de superficie en Champagne pouilleuse. Le vendeur s'éloignait de l'acheteur qui criait Hoé à intervalles réguliers. Quand il n'entendait plus le cri, il plantait un jalon.
Houpe n.f. 
1. Cime d’un arbre.
2. Sommet d'une butte.

Houyau n.m. Hoyau, houe.
Huche n.f. Porte. Hocler après la huche.

### I
I’ pron. pers. Contraction orale de il ou ils. I’a pôs n‘nu = il n’est pas venu.
Inn' n'a loc. Il en a.
Is'a qu'avent loc. Ils n'ont qu'à.

### J
Jard n.m. Parc, jardin public. D'où la Place du Jard à Épernay ainsi que le Petit Jard, Grand Jard et Jard Anglais de Châlons-en-Champagne .
Jolivette n.f. Danse traditionnelle de la région de Suippes. C'est également le nom d'un groupe Rémois de musiques et danses traditionnelles.
Jubine n.f. Jument.
Julot n.m. Pot de chambre.
Juquer v.tr. Jucher (pour les poules, par ex.). Voir : déjuquer.
J’vas ou J’m’en ‘as loc. Je vais.
jouate ou jouatena n.m. et n.f. Se dit pour une personne dont la présence d'esprit semble faire défaut.

### L
Lavier, ou Lévier n.m. Évier.
Lit d'coin - Lit d' miyeu loc. Le lit de coin se place dans l'angle de deux murs. Une seule face est ouvragée. Le lit de milieu se place tête contre le mur et est accessible des deux côtés.
Lucarniot n.m. Petite lucarne, fenêtre.
Luquer v.tr. Regarder, guègner. Il est fort possible que ce terme eût été usité par le passé bien au-delà des portes de Champagne, comme l'atteste l'étymologie de mots tels que "reluquer" ou "lucarne".
Loup n.m. Crotte de nez. Loup de nez.ou Loup de pif

### M
Machet, ou Meulon n.m. Tas de foin.
Machurer v.tr. Salir, noircir (au sens « propre »).
Mai n.m. Bouquet que l’on accroche au 1er mai.
Mais n.m. pl. Nom de deux traditions :
- Le "charivari" :

Tradition qui consiste à, dans la nuit du 30 avril au 1er mai, emprunter quelques objets chez les villageois (bac à fleur, outils, etc.) et de les mener sur la place communale Fichier:Arbre-Mai-02.jpg où, au lendemain, chacun vient rechercher ses biens. Cette coutume tend cependant à disparaître à cause du nombre croissant de dégradations et de vols, et beaucoup de communes interdisent désormais les mais.
- L'Arbre de mai :

Cette tradition en perdition était entretenue par les jeunes hommes célibataires du village. Elle consiste à placer une branche de mai Fichier:Arbre-Mai-01.jpg devant la maison des parents d'une fille en âge d'être mariée. Chaque essence possède sa signification. Le foyard (hêtre) symbolisant l'amour profond est certainement le plus répandu.
Le chapitre "Dans les villages de l'est de la France" de la page sur l'arbre de mai décode le langage des mais.
Mamache n.m. Voir : babane.
Maquelottes n.f. Voir : gringuenaudes.
Marander v.intr. Prendre le goûter (à quatre heures).
Marcellin n.m. Popotin.
Marcelline n. propre. Bonne d'un curé de la vallée de la Somme-Soude, victime de son étourderie : 
(Bavardage entre clientes, à la charrette de la boulangère)

- Dis-don, ia mouillé comme vache qui pisse, c'te nuit.

-Oh, oui, j'dormais bin, pi M'sieu l'Curé i m'a tapé du coude : T'entends, Marcelline, comme y pleut !
Marcou n.m. Chat (mâle). À peut marcou les belles chattes, dit le proverbe.
Marie Toutouille, ou Marie Cochon n.f. Grosse bonne-femme sale, toutouille. Notez que le nom Marie est associé à de nombreux autres adjectifs.
Martoquer v.intr. toquer à coups de marteau.
Martoqueux n.m. (pej.) Bricoleux.
Matin adv. Tôt.
Menteries n.f. pl. Mensonges.
Menteux n.m. Menteur.
Mine (crayon de) n.m. Crayon à papier.
Minglet n.m. Toupie animée à coups de fouet. Le mot existe en occitan, où il désigne un jouet en forme de rouleau à chenilles.
Mingrelle n.f. Tipule (gros moustique inoffensif, sauf pour les cultures maraîchères, communément appelé "cousin")
Mitaine n.f. Moufle ou gant utilisé pour sortir un plat chaud du four, contrairement à ce qu’affirme le dictionnaire du français académique
Mitan (au) loc. Au milieu.
Monder v.tr. Nettoyer.
Morciau n.m. Morceau.
Mou adj. Humide.
Moult prononcé moû adv. Beaucoup. Ton pain rassis, il est moult dur
Mouiller, ou Mouillasser v.intr. Pleuvoir. I’ mouille à siots : il pleut des cordes.
Mouillotte n.f. Écouvillon de toile fixé à un manche souple, permettant d'enlever les cendres restées dans le four à bois avant d'enfourner le pain.
Mouiner v.intr. Émettre des petits cris (comme un chat qui miaule timidement) ou se plaindre (dans ce dernier cas, voir : chouiner).
Mouziner v.intr. Pluvotter, brouziner.
Murge n.f. Cuite, blinde.
Murger n.m. Tas de pierres ramassées dans un champ.

### N
Nageotte n.f. Bouchon de pêche à la ligne
Naquiller v.intr. Jouer avec le contenu de son assiette : "Arrête de naquiller et fini ton auge"
Nareux n.m. Personne qui n'aime pas boire ou manger derrière une autre personne
Nervaillon n.m. Personne très excitée, nerveuse, paquet de nerfs.
Néyer v.tr. noyer. Les gars de la Somme-Soude avaient coutume de néyer le coupron : il fallait, une certaine nuit, éteindre à coups de pierres une chandelle posée sur un sabot qui descendait la rivière.
Nicasser v.intr. Rire de façon niaise, ricaner.
Niflettes n.f. Petites tartelettes rondes garnies de flan que l’on mange vers la Toussaint. Cette spécialité culinaire briarde tire son nom de "ne flete", ne pleurez pas.
Niquedouille n.m. Sot, maladroit. (comptine : Pouf ! Pique niquedouille, c'est toi l'andouille.)
Niveler v.intr. Travailler mal et lentement, bacuter.
Noue n.f. 
1. Terrain marécageux. D'où la toponymie dans la région d'Esternay : La Noue.
2. Thalweg. Quartier d'Épernay Belle Noue

### O
Ostriller (s’) v.pron. Se piquer après les ostrilles (orties).
-ouiller ou -otter Suffixes que l’on peut ajouter à certains mots pour en diminuer l’intensité. ex. : crachouiller, pluvotter, de la merdouille, etc.
Outils n.m. pl. Couverts.
Ouvrageux adj. Qui nécessite beaucoup de travail, d’efforts (comme écrire un dico du parler d’chez nous, par exemple…).

### P
Paire loc. Plusieurs, quelques.
Paissiau n.m. Piquet de vigne.
Paletot n.m. (dérivé d'un mot russe signifiant manteau) Terme très courant utilisé à toutes les sauces pour désigner n’importe quel vêtement de par-dessus. Raboutonne don' ton paletot .
Pâmer v. intr. utilisé dans son sens ancien français : défaillir, perdre sa respiration. les enfants pâment souvent à la suite d'une colère.
Pampilles n.f. pl. Rideau de franges que l'on place l'été devant une porte ouverte afin d'éviter aux mouches d'entrer (et aux guégnasses de guégner). Plus généralement, toute sorte d'ornement qui pend, par exemple sur les lustres, les couvre-lit…
Paniette n.f. Panier, panière. (Paniette à pain, paniette à linge…)
Pantomines n.f. pl. S'applique à un enfant faisant des comédies (voir ce mot), des crises, des caprices, faisant son cinéma afin d'obtenir ce qu'il désire.
Papinette n.f. Cuillère en bois. Utilisé, mais rarement, dans d'autres provinces.
Parme n. Épi de blé.
Parterre n.m. Utilisé au sens large de sol. "Laver l'parterre" : voir "Bâcher".
Patasse n.f.
1. Trace de pas.
2. Trace de doigt (sur une vitre ou un carreau de lunette, par exemple).

Patasser v.tr. 
1. Piétiner.
2. Salir le parterre avec des chaussures crottées.

Patate n.f. Presque toujours employé à la place de pomme de terre.
Pavé n.m. Allée, cour bétonnée, bitumée (pas forcément pavée) ; carrelage de cuisine.
Pecquet n.m. Verre (de goutte).
Peindu part. pass. Peint
Peineux adj. Pénible (en parlant d’une personne).
Pensais que loc. (de je pensais que…). Peut signifier peut-être, sans doute. ex. : Pensais qu'y 'ien'rai = je pensais qu'il viendrait OU il viendra peut-être.
Perluette, Perlouette loc. Et Coetera (etc).
Peut adj. Laid. Comme dans le proverbe : À peut marcou les belles chattes.
Piau n.f. Peau. Comme beaucoup de mots en –eau, devient –iau.
Piaule n.f. Chambre. 
Piau de Gaille n.f. Cornemuse (littéralement : peau de truie).
Pigonner v.tr. Fouiller, gratter dans un racoin (dents, nez, etc.).
Pigousse n.f. Personne qui ne fait que bacailler, jacasser. Commère.
Pinpin n.m. Individu, charlot. Un drôle de pinpin.
Piot n.m. Gamin. (on dit même mon piot gamin)
Pioler v.intr. Pleurer, geindre.
Piolard n.m. Pleunicheux.
Piquette n.f. Engourdissement des doigts par le froid, onglée. Avoir la piquette.
Pluviotter v.intr Bruiner. Voir : brousiner.
Poireau n.m. Gros grain de beauté, verrue (en particulier sur le visage).
Poirotte n.f. Fruit de l'épine blanche (aubépine Crataegus monogyna).
Pondoir n.m. Arrière-train, cul.
Porte de bois (trouver) loc. Trouver porte close (comme ça, tu peux compter les clous de la porte, comme on dit…).
Ex. : "Je suis passé te voir, pis j'ai compté les clous !"
Pouilleux adj. Inculte, en parlant d'une terre. "Champagne Pouilleuse" fut longtemps la dénomination de ce que l'on nomme plus sobrement à cette heure "Champagne Crayeuse" ou plus généralement "Plaine Champenoise". Un important effort agricole, le fait que la craie soit un excellent support des engrais minéraux, a permis à cette région de plaines calcaires de se développer, et de rapidement devenir une région motrice de la production agraire (céréalière, oléagineuse et sucrière), du marché français et européen.
Un euphémisme bien ancré voudrait que la dénomination Champagne Pouilleuse vienne du nom local du serpolet, qui aurait été nommé pouillu. Je n'ai jamais trouvé trace de ce nom. Il existe une menthe pouliot, poussant en marécage, et un pouillot véloce, mais c'est un oiseau. Je pense, notre fierté dut-elle en souffrir, qu'il faut admettre l'origine pelée, inculte de la Champagne Pouilleuse.
Pourpier n.m. Renoncule, bouton-d’or.
Plantailler : planter quelque chose
Pren’ra v.tr. Forme conjuguée de prendre, prononcé à la marnaise. Comme souvent, les mots sont coupés.
Prôner v.tr. Raconter, dire. Quoi qu'tu nous prônes ?
Punat adj. Pourri. Œufs punats.

### Q
Quann adv. Comme.
Quance, Quancy (faire) loc. Faire semblant, faire comme si.
Quat' Quatre
Qué’ pron. et adj. On peut le retrouver comme prononciation de « quel », mais aussi dans une interrogation. « Qué ? » = Hein ?.
 Que 
Expressions :  Où qu'tu vas ? , d'où qu'tu viens ? 
Queche n.f. Quetsche, pronononcé "kwesh" ou “coiche”.
Quégneux Pâtisserie en forme de X qu'on dégustait à Noël en revenant de la messe de minuit.
Qu'même loc. Quand-même.
Queq’ adj. et adv. Quelque. Queq’chose, queq’part, queq’z’un, etc.
Queuq'chose loc. Quelque chose.
Quérir (aller) v.tr. Aller Chercher (surtout utilisé par les Anciens). ex. : Vas-t'en moé qu'ri' eun fou'chtée d'foin pou' mes baêtes.
Qui'in Interj. Tiens.
Quoi qu’ loc. Qu’est-ce que.
- Quoi qu’tu veux ?
- Quoi qu’c’est don’ que c’t’affaire là ?
- Quoi qu’c’est qu’y a ?
- Quoi qu’c’est qu’ça ?
- Quoi qu'y gna?

### R
Raboter v.tr. Cogner ou râper contre quelque chose. ex. : La huche rabote su' l'parterre.
Rabotte n.f. Pomme enveloppée dans de la pâte et cuite au four.
Raboutonner v.tr. Reboutonner. Beaucoup de verbes français en re- deviennent ra- chez nous.
Rachanger (se) v.pron. Remettre des habits propres.
Râclotte n.f. Outil servant à râcler.
Racoin n.m. Recoin obscur, difficile d’accès.
Racoquiller (se) v.pron. Se mettre en boule (dans une couvrante) pour avoir moins froid.
Rafourner v.tr. Donner à manger (aux animaux). On dit aussi Rafourrer (de fourrage ?)
Rager v.intr. Se mettre en colère.
Ragrainer v.tr. Gratter le fond d’un plat pour récupérer les restes. Ragraine don' tes rogatons.
Raguser v.tr. Aiguiser une lame (de faux, de couteau, etc.).
Ramoner (se) v.pron. Tomber, se casser la binette.
Ramouleux n.m. Rémouleur.
Ramoyer v.tr. Mettre en tas.
Ran n.f. Local pour les porcs. La mangeoire est remplie par l'extérieur, puis on bascule une portière pour qu'ils se nourrissent sans danger pour le soigneur.
Rapapiller (se) v.pron. Ravaler sa salive. Se pourlécher.
Raquéyer v.tr. Ramasser. voir : Rattente.
Rasaveter v.tr. Faire vite et mal un travail.
Rataton n.m. Pâté d’encre, écriture illisible, gribouillis ou griffonnage.
Ratatoner v.tr. Faire des ratatons, ratatiner.
Ratatoner (se) v. pron. (Se) ratatiner.
Rattoner v. Trafiquer dans un coin, s’affairer.
Ratourner (se) v.pron. Se retourner.
Rattente (à la), à la raqueye loc. Poste de chasse en avant de la ligne des autres chasseurs, au coin du champ ou du bois.
Ratteler v.tr. Reprendre le travail (après le dîner au midi, par ex.). Voir : atteler.
Ravission (c’est) (loc.) Ça vaut pas un kopeck, ou bien c’est pas fréquentable.
Rebâcher v.tr. Rabâcher, répéter.
Rébecter v.intr. Rétorquer, répondre de façon insolente. On dit aussi se rebiffer
Rebiner v.tr. Fouiller en mettant le désordre (ex : Cesse don’ de r’biner dans mes placards "
Reciner v.tr. Manger à une heure inhabituelle, l'après-midi ou au milieu de la nuit  (ex : "Man, tu r'cines ?")
Régaler v.tr. (agr.) Amender le sol avec du fumier. Se dit aussi pour "tomber à plat ventre" : "i s'ait régalé en allant cherché la goutte a'l cave"
Régueuler (se) v. pron. Crier. Un chien se régueulait.
Renâcler v.intr. Renifler bruyamment, de sorte qu'on entend les mouvements du mucus dans le fond du gosier. Au sens figuré : rechigner à faire quelque chose, ex. : i' r'nâcle à faire ses devoirs.
Renarder v.tr. Vomir, recracher par le nez.
Renclôgner (se) Se renfermer sur soi-même, s'isoler, rester dans son coin.
Rendu part. passé. Arrivé. On est pas rendus !
R'passe ou R'lavasse n.f. Café passé une seconde fois (de l’eau sale, quoi), jus de chaussette.
Ressembler (quelqu'un) loc. N'utilise pas forcément le à.
Ressuyer v.intr. Incomplètement sec, en parlant du sol. Après l’avalasse, el' terre ava't pôs  ressuyé à fait.
Rétaler (se) v.pron. Tomber, se ramoner. ‘em’sus rétalé ‘in’ ‘a gadouille.
R'oyure (à la) loc. Au revoir. A la r’oyure (mais beaucoup moins employé aujourd’hui, ou alors sur le ton de la plaisanterie).
Rigoulot n.m. Petit ru par lequel s’écoulent les eaux, au milieu d’un chemin, par exemple.
Rin pron. indef. n. et adv. Rien.
Ri’inra v.intr. Forme conjuguée de revenir, prononcé à la marnaise avec le « v » coupé. A ri’inra t’êt’ bin d’main.
En Rive de (loc.) Au sens large de : attenant à.
Rôcler v.intr. Tousser sèchement.
Rôdeux n.m. Individu louche, qui rôde.
Rogatons n.m. pl. Restants de nourriture. Ragraine don’ tes rogâââtons.
Roise n.f. Bassin où l'on fait rouir le chanvre.
Rond (tout) loc. Avaler quelque chose tout rond : l’avaler d’un coup, d’une bouchée à manquer de s’entrucher.
Roulés n.m. pl. Œufs durs que l'on déguste à Pâques, roulés dans leur coquille dans une sorte de sauce à l'ail (demande de précision).
Rousseau, Roussiot n.m. Quelqu'un qui a les cheveux roux.
Royinot n.m. Dernier né.
Il s'agit également du personnage éponyme d'un conte populaire champenois mettant en scène un gauchenot de la campagne de Sainte-Menehould s'en allant « quérir de l'esprit » à la capitale. Là, il y entend parler les « bonnes gens » et mémorise certaines phrases aléatoires. Accusé du meurtre d'une fermière sur le chemin du retour au pays, il répètera niaisement ces expressions entendues à la ville, pensant étaler son esprit. Ces dires cocasses feront accuser cet innocent du crime ; une jolie manière d'exprimer le fossé culturel séparant nos belles contrées des villes enfumées et infatuées.

### S
Sacquée, ou Saquetée Contenu d’un sac. Une saqu’tée d’avoine.
Savart n.m.
1. Jachère.
2. Par extension : jardin mal tenu.

Le mot Savart tire son origine du vieux celtique samaro, désignant une terre inculte. Ref : Voir notes en bas de page.
Siot n.m. Seau.
Siotée n.f. Contenu du siot.
Sinat ou Sîné n.m. Grenier à foin.
Sonrée n.f. Groupe (principalement d’enfant), troupiau.
Souper n.m. Repas du soir. (le dîner en français) Voir : déjeuner et dîner.
Souper v.intr. Manger, le soir.
Soyer v. Scier.
Soyotte n.f. Danse traditionnelle de bûcherons, que l'on retrouve dans le folklore Vosgien. Voir : Chiberli.
Suyer n.m.
1. Soulier.
2. Par extension, n'importe quel type de chaussure.

### T
Tantôt n.m.
1. Après-midi.
2. Bientôt.

Taon n.m. Prononcé "ton", et non "tan".
Taque n.f. Plaque en fonte décorant le fond d’un foyer de cheminée.
Targette n.f. Chaussure. Voir : garguette. 
Tartouiller v.tr. Barbouiller.
Tartouillon n.m. Quelqu'un qui tartouille, ou goblariot.
Tas de chaïen n.m. Tas d'ordures.
Tâtiner v.tr. Tâter, tripoter.
Tatouille n.f. Baffe.
Taugner v.tr. ou v.pron. Donner des tatouilles, avoiner.
Tiot, Tiote n. Petit, petite (prononcez "tchio" et "tchiotte", comme pour beaucoup de mot en "ti"). Cette prononciation n'est pas propre exclusivement au patois marnais. On la retrouve dans d'autres dialectes en Brie ou dans les langues régionales du Nord, le ch'ti et le picard.
Tocu n.m. Sorte de petite sarbacane en sureau.
Topette n.f. Petite bouteille plate.
Toquer v.intr. Frapper à la porte, au carreau.
Tôt-fait n.m. Succulente recette traditionnelle champenoise, très simple, à base de pâte à crêpe cuite en gros morceaux à la poêle.
Touffant (faire) v.intr. Faire lourd (temps orageux).
Touillis n.m. Mélange (quand on touille).
Tousse n.f. Toux.
Toutouille n.f. Voir : Marie Toutouille. N.B. : provient probablement d’anciens parlers populaires francophones (ou argotiques) puisque l’on retrouve ce terme au Québec sous la forme de « toutoune ».
Trioler v.intr. Errer.
Tuet n.m.
1. Cabane à cochons (déformation orale du mot toit).
2. Par ext: Toit, abri.

Tuter v.tr. Téter, sucer, un peu comme le bébé qui tute sa tutute comme une goulafe.
Tutute n.f. Téton en plastique que sucent les bébés. (L'origine purement marnaise de ce mot est soumise à caution.)
Tirée n.f.    loin    Ça fait une sacrée tirée jusqu'à la gare !
Transbahuter v. Transporter, bouger.

### V
Veau n.m. Endroit mal labouré dans un champ.
Vêler v.intr. S’effondrer (en parlant d’un toit, d’un tas, d’un étagère, etc.).
Vélotter v.intr. Faire du vélo, parcourir en (ou : à) vélo. Mais c’est un mot un peu archaïque comme, je pense, on en construit partout ailleurs en France.
Verrat d'verrat loc. Ancien juron.
Vingt Le "t" est très souvent prononcé.
Viorne n.f. La clématite sauvage (Clematis vitalba) et non les arbustes du genre Viburnum. Les gauyeux cueillent de la viorne sèche pour en faire des cigares.
Viorner v.intr. Aller très vite.
V’là t’y pôs (loc.) Voilà que. Ah ! Nom de d’tchieu !  v’là t’y pôs qu’ça s’met à mouziner.
Voyotte n.f. Petit passage étroit entre deux maisons.

## Sources
- Le vocabulaire de ce lexique a été relevé dans diverses communes du Sud-Ouest marnais, dans la vallée de la Somme-Soude, ainsi qu'en Brie Champenoise.

- L'ouvrage de Philippe Lannion, intitulé Contes et légendes de Champagne (1950, Éditions Fernand Nathan), relève plusieurs légendes merveilleuses et contes facétieux du comté de Champaigne.

- Louis de Chevigné publiait Les Contes rémois (1996, Éditions du Coq à l'Âne), soit une anthologie d'une cinquantaine de petits contes lestes, datant pour beaucoup du XIXe siècle, et illustrés par la plume de Daniel Casanave.

- La Marne au Diable, contes populaires, curiosités des villes, des champs et d'ici-bas de Frédéric Chef (Éditions du Coq à L'Âne, 2002), dans lequel on apprend notamment l'existence des fameux gauillots, êtres fabuleux et maléfiques peuplant les forêts de Verzy.

- Michel Tamine, Petit Dictionnaire du parler régional de Champagne.

- Jean Daunay, Parlers de Champagne 2 vol. Aube-Marne-Haute-Marne, Éditions Daunay.

- René Bourgeois, "Étude sur le patois de la commune de Gaye", Heuillard à Sainte-Menehould, 1903

- D'après Joseph Loth, attestant de l'étymologie celtique de savart .